# Alfred Huber (Bildhauer)

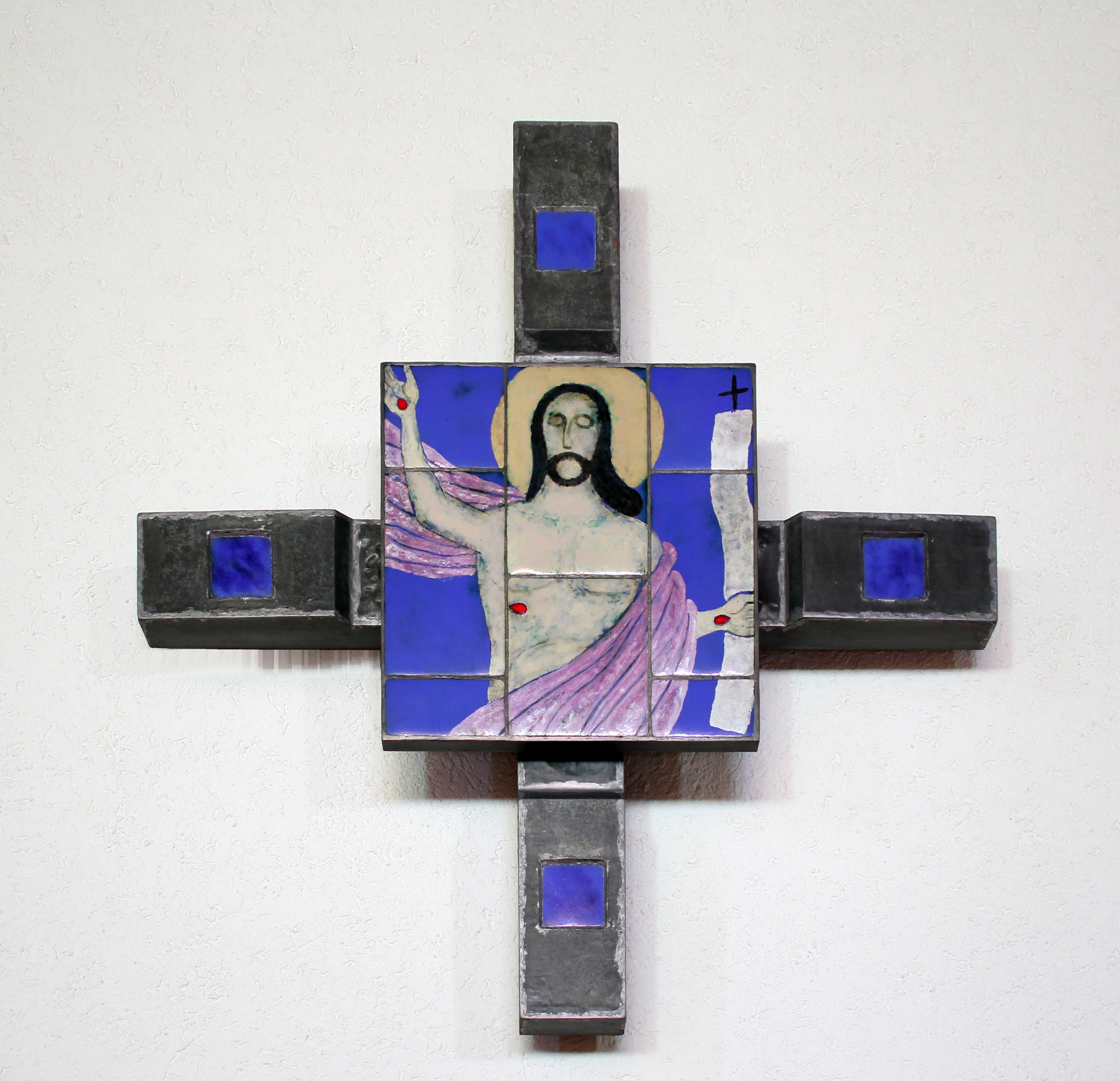
Wandkreuz in der Kirche Allerheiligen Zürich, 1979

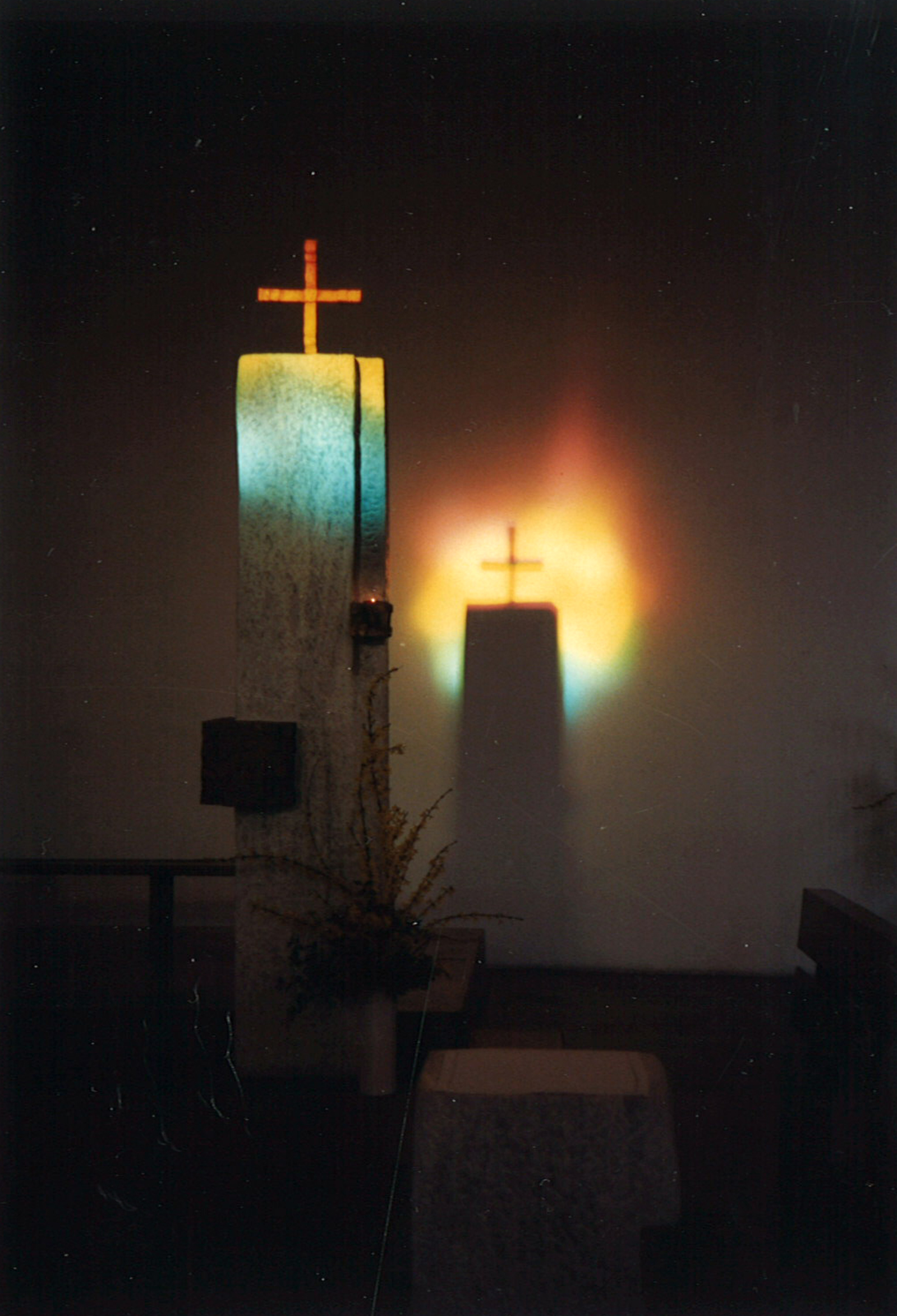
Tabernakel Klosterkirche Ilanz 1969

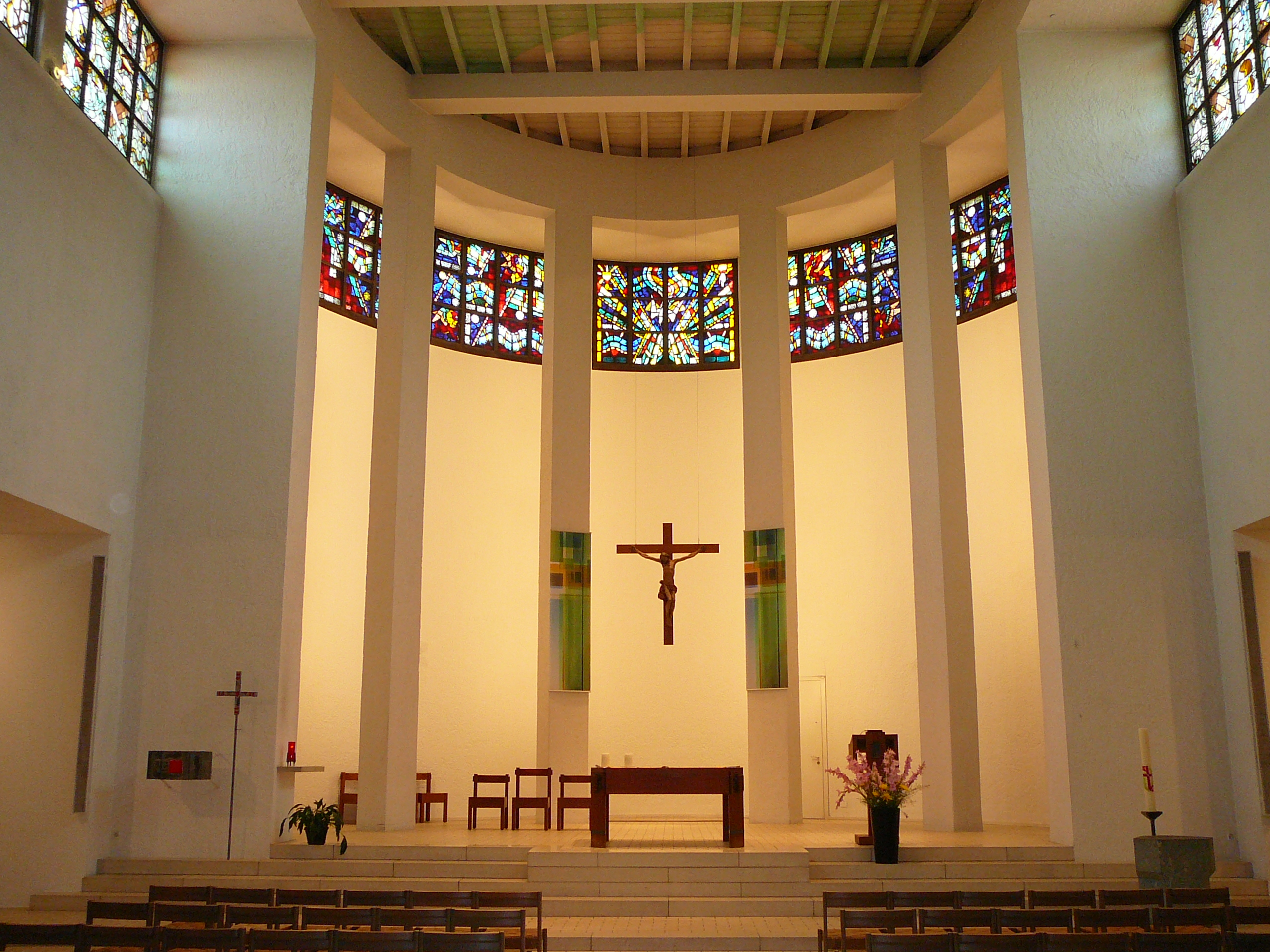
Gestaltung Altarraum Bruder Klaus Zürich 1971

Alfred Huber (* 18. September 1908 in Zürich; † 3. Februar 1982 ebenda) war ein Schweizer Bildhauer und Maler.

## Leben und Werk
Alfred Huber wuchs in der Stadt Zürich als Sohn eines städtischen Angestellten auf. Eine Lehre als Hochbauzeichner brach er ab, weil er Bildhauer werden wollte. Bei Karl Geiser machte er ab 1930 seine Ausbildung zum Bildhauer. Zunächst hatte er sein Atelier in Zürich. 1970 zog er nach Rümlang, wohin er auch seine Werkstatt verlegte. Grosse Bildhauerarbeiten schuf Alfred Huber in seinem zweiten Atelier im Valle Maggia im Weiler Ronchini der Gemeinde Aurigeno. Neben seinen bildhauerischen Arbeiten gestaltete Alfred Huber auch Bronzen, arbeitete mit Email und war als Kunstmaler tätig.
Für den öffentlichen Raum schuf Alfred Huber markante Werke, u. a. für den Friedhof Manegg den Posaunenengel oder Die Liegende beim Stadtspital Waid. In Zusammenarbeit mit den Architekten Walter Moser und Karl Higi gestaltete Alfred Huber die Altarbezirke mehrerer Kirchen in der Deutschschweiz.

## Werke (Auswahl)
- 1963: Friedhof Manegg: Posaunenengel (beim Gemeinschaftsgrab) 965: Kirche Heilig Kreuz, Künten AG: Altarraum
- 1966: Kirche Karl Borromäus Zeihen AG, Altarraum
- 1967: Kirche St. Josef Aedermannsdorf SO: Altarraum
- 1967: Katholische Kirche Christ-König Biel-Mett BE: Altarraum, Lamm-Gottes-Skulptur
- 1967: Kirche St. Peter und Paul Allschwil BL: Portal
- 1969: Klosterkirche Ilanz: Tabernakelsäule, Altar, Muttergottes
- 1970: St. Peter Rümlang: Altarraum
- 1971: Kirche Bruder Klaus, Zürich-Unterstrass: Neugestaltung des Altarbezirks
- 1977: St. Martin Birmensdorf: Altar, Taufstein, Madonna
- 1979: Kirche Allerheiligen, Zürich-Neuaffoltern: Wandkreuz, Engel, Kreuzweg aus Email